# Gebroeders Decap Antwerpen

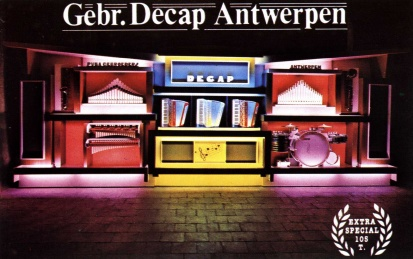
Een 105-toets Extra Special Midi-dansorgel van de Gebroeders Decap Antwerpen

Decap is een orgelbouwer uit het Belgische Antwerpen.

## Geschiedenis
In 1902 begon Aloïs Decap en zijn zoon Livien in de Essenstraat te Antwerpen met een draaiorgelbedrijf, dat later zou uitgroeien tot een der grootste van België.
Aanvankelijk beperkten zij zich tot de revisie van de eigen orgels, daarna begonnen zij met de productie van kermisorgels. Geleidelijk aan werd het leveringsrepertoire groter. In de loop der jaren werden rol- en boekorchestrions, kermisorgels, straatorgels, dansorgels, elektronische orgels, robotten en combinaties van pijp- en elektronische orgels vervaardigd.
In 1933 kwam men uit met accordeons op de orgels. In 1935 werd het eerste drumstel zichtbaar op het front geplaatst. In 1936 kwamen de saxofoons op de fronten. In 1943 ging men voor de windvoorziening op ventilators (Lees Exhousters)  over en in 1950 volgde het boekenwiel waarin een aantal boeken aan elkaar werden geplakt en zo konden een hele serie boeken achter elkaar worden afgespeeld zonder dat iemand zich er actief mee bezig hoefde te houden (er hoeft niet continu een boekenlegger achter het orgel te staan), alleen met het verwisselen van een boekenwiel, oude wegrijden en nieuwe er bij zetten, boek er in klavier dicht en weer een tijdje muziek.

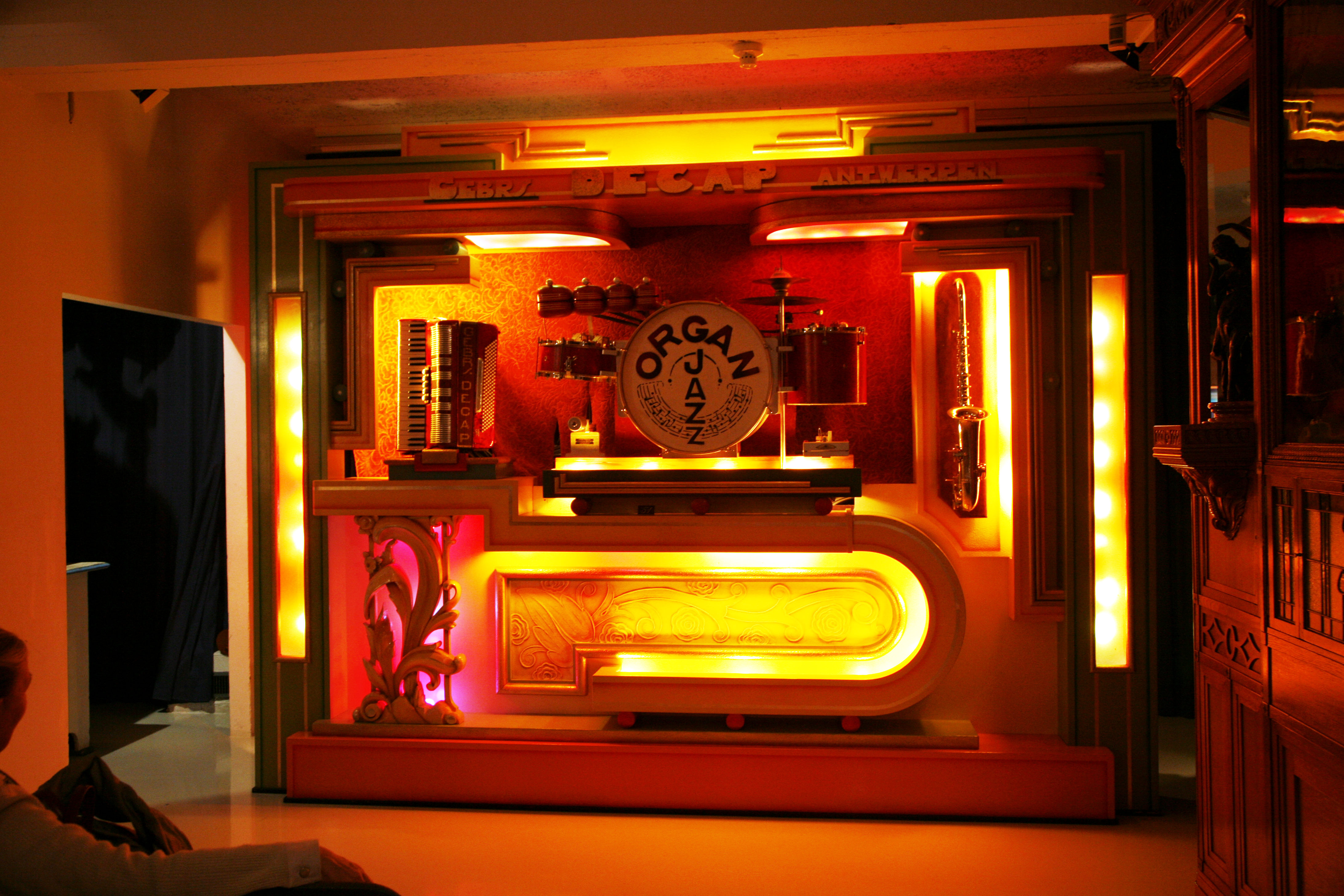
Een Decapcafe/dansorgel in een museum in Zwitserland

In 1953 werd voor de eerste maal gebruikgemaakt van elektronische instrumenten en geleidelijk aan is het gebruik van de elektronica ingeburgerd in de orgeltechniek en is men elektronische besturingssystemen gaan invoeren. Het elektronische orgel dat tot de jaren 70 werd ingebouwd, was een hammondorgel dat speciaal door "Hammond" voor Gebroeders Decap werd gemodificeerd. Het hammondorgel was daarmee geschikt om automatisch op orgelboeken te spelen. In 1977 ontwierp Daan van der Laar uit Nederland een orgelklank die voor die tijd uniek was in zijn soort. De elektronica was gebaseerd op de techniek van de Amerikaanse orgelbouwer Gulbransen, maar de klank was beter dan die van de Gulbransen omdat er in de elektronica gewerkt werd met goudcontacten. Van dit, voor die tijd, revolutionaire orgel zijn er 38 verkocht. De meeste in België en Nederland.
Niettegenstaande deze moderne technieken is steeds de vroegere pneumatiek aanwezig gebleven en is men vanaf 1989 opnieuw begonnen met het bouwen van pijporgels.

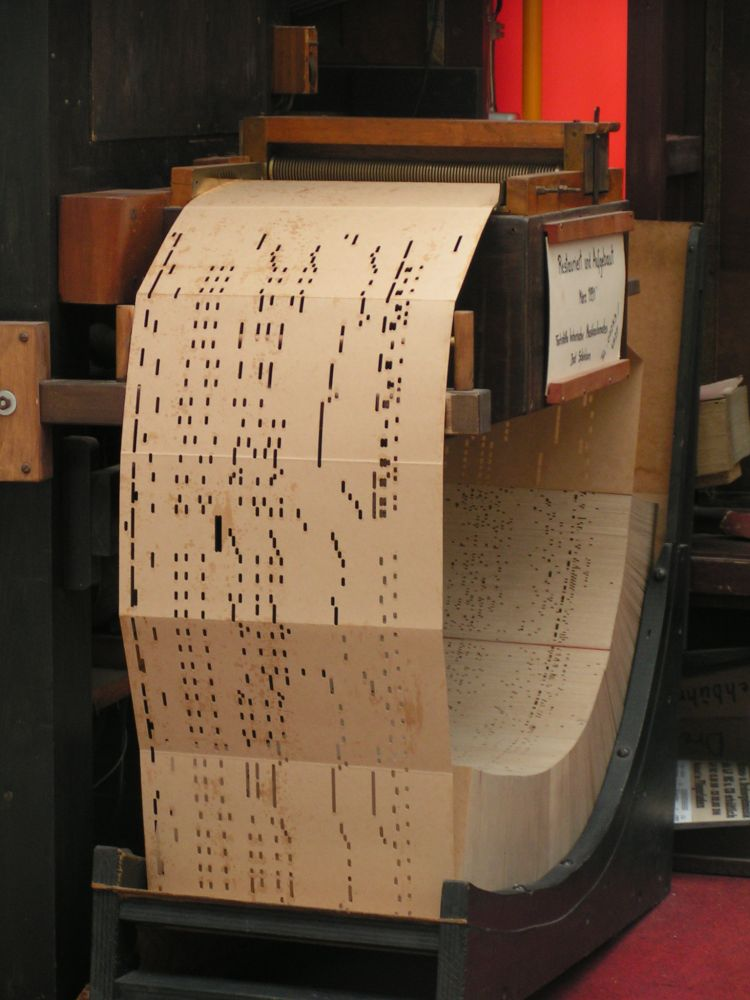
Orgelboek van een Decap dansorgel in een boekenwiel

## Kenmerken Decap orgels
De Gebroeders Decap hebben er steeds naar gestreefd hun orgels een eigen karakter mee te geven. Zij zochten steeds naar verbeteringen en vernieuwingen. De Decap-orgels zijn dan ook zowel door uiterlijk als klankkarakter direct herkenbaar.
De Decap-orgels beschikten steeds over een uitgebreide ritmesectie; met complete drumstellen en aanvullende slagwerkinstrumenten zoals woodblok, tamboerijn, tempelklokken, rumbaballen enz. zodanig dat alle dansritmes kunnen gerealiseerd worden.

## Fotogalerij

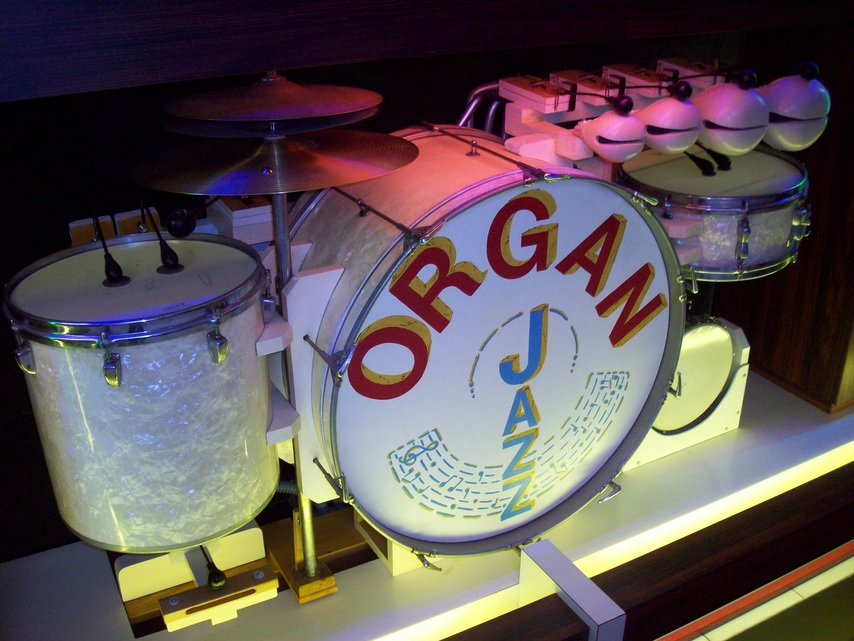
Drumstel van een 105-toets Decaporgel
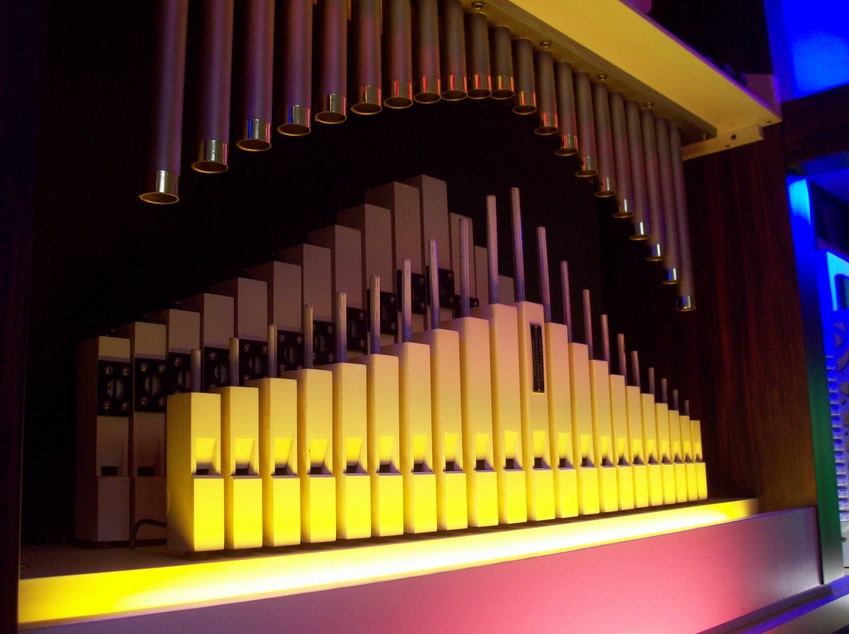
Enkele pijpen van een 105-toets Decaporgel
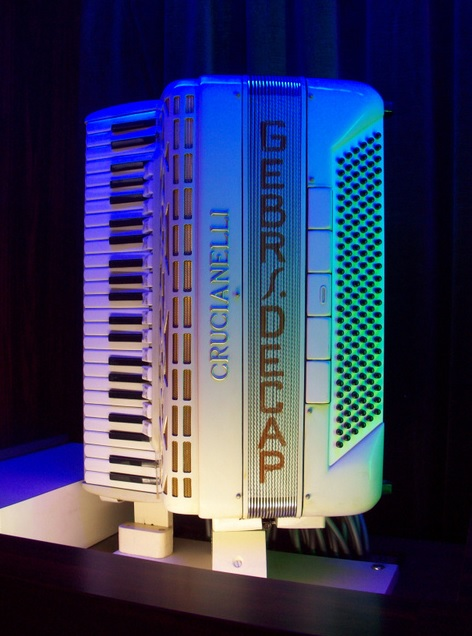
Een van de accordeons van een 105-toets Decaporgel